# Shark 3D
Pour plus de détails, voir Fiche technique et Distribution.
Shark 3D ou Requins 3D au Québec (Shark Night 3D) est un film américain en relief réalisé par David Richard Ellis, sorti en 2011.

## Synopsis
Le film commence avec des vidéos montrant des requins. Après ça on voit une jeune fille qui nage à proximité d'un ponton arraché dans un lac salé de Louisiane. Elle est attrapée par quelque chose mais elle voit que ce n'est que son petit ami, Kyle, qui sort de l'eau juste après. Alors un requin attaque la fille, mais son petit ami ne l'entend pas. Elle attrape le ponton qui flotte mais le requin finit par l'entraîner sous l'eau.
Un mois plus tard, dans une université, un groupe de jeunes décide d'aller passer le weekend sur l'île privée de Sara, au lac Crosby. Il y a Sara, Nick, l'étudiant en médecine amoureux de Sara, Beth, la bad-girl, Gordon, l'ami de Nick, Malik, le joueur de football américain, sa fiancée Maya et Blake, l'ami de Malik.
Sur le trajet, après s'être arrêtés dans une boutique au bord du lac, une bagarre manque d'éclater après que Red, l'ami de Dennis, l'ancien petit copain de Sara, ait tenu des propos racistes à Maya. La bagarre est évitée et les étudiants partent sur l'île, font connaissance avec le shérif Sabin et Malik entame une séance de ski nautique, mais un aileron le poursuit et il tombe à l'eau pour réapparaître devant Sara, un bras en moins. Après que Nick soit allé dans l'eau récupérer le bras de Malik, le groupe constate qu'un requin-citron rôde dans l'eau. Sara, Nick et Maya décident de ramener Malik sur le bord du lac avec le hors-bord, mais le sang de Malik dans l'eau attire un requin qui finit par faire tomber Maya dans l'eau. Cette -dernière est tractée au moyen d'une corde, mais le requin-citron finit par la tuer. Le hors-bord explose et le groupe est piégé sur l'île.
Dennis et Red arrivent à la nuit tombée, intrigués par les fusées de détresse. Ils acceptent d'alerter les autorités et d'emmener Beth et Gordon. Une fois qu'ils sont partis, Sara explique à Nick comment elle a involontairement défiguré Dennis avec l'hélice d'un bateau.
Sur le bateau de Dennis et Red, ce dernier avance l'hypothèse que c'est un requin-bouledogue qui a attaqué Malik.
Pendant ce temps, après avoir appris par Blake que Maya était morte, Malik part dans l'eau sous les yeux de Nick, attire un requin marteau et tue celui-ci. Nick dit pourtant que ce n'était pas celui qu'il a vu.
Sur le bateau de Dennis et Red, Beth et Gordon comprennent que ces derniers ont introduit des requins de plusieurs espèces différentes dans le lac. Dennis force Gordon à aller dans l'eau en lui tirant dessus. Gordon nage jusqu'à une mangrove, s'y suspend mais un requin bleu se projette hors de l'eau et le tue.
Chez Sara, Blake décide d'emmener Malik à l'hôpital en scooter des mers.
Sur leur bateau, Dennis et Red montrent à Beth le filet rattaché à leur bateau, dont le fond est parcouru de lumières. Dennis dit que c'est un banc de petits requins, d'une seule espèce : le squalelet féroce. Dennis pousse Beth dans le filet. À force d'attaques, le banc la tue.
Le shérif Sabin va voir Sara et Nick mais Nick s'évanouit. Celle-ci comprend que le shérif est de mèche avec Dennis. Finalement, Sara se fait capturer et Nick est enfermé dans un hangar dont le sous-sol immergé est peuplé de requin-taureau.
Sara est enfermée dans une cage anti-requin. Pendant ce temps, Malik se laisse tomber dans l'eau et se fait dévorer pour sauver Blake. Son sacrifice s'avèrera inutile puisque Blake se fera tuer par un grand requin blanc.
Nick arrive à se débarrasser de ses liens et le shérif tombe à l'eau. Nick referme la cloche de verre et le shérif Sabin se fait dévorer par les requins. Nick part sauver Sara et prend Red en otage, ce dernier se fait tuer par Dennis qui se bat avec Nick. Celui-ci essaye de remonter Sara, mais Dennis fait tomber la cage dans l'eau. Sous la surface, Dennis finit par être vaincu par Nick et Sara et un grand requin blanc le tue. Ce même requin commence à détruire la cage pour tuer Sara mais le chien labrador de Sara, jeté peu avant à l'eau, ramène une lance, et Nick l'utilise pour tuer le grand blanc avant qu'il n'atteigne Sara.
Ils remontent à la surface, pensant être sauvés. Cependant, un autre grand requin blanc surgit du lac et saute vers le trio.

## Fiche technique
Sauf indication contraire, les informations mentionnées dans cette section peuvent être confirmées par la base de données cinématographiques IMDb,  présente dans la section « Liens externes ».
- Titre original : Shark Night 3D
- Titre français : Shark 3D
- Titre québécois : Requins 3D
- Réalisation : David Richard Ellis
- Scénario : Will Hayes et Jesse Studenberg
- Musique : Graeme Revell
- Direction artistique : Craig Jackson
- Décors : Jaymes Hinkle
- Costumes : Magali Guidasci
- Photographie : Gary Capo
- Son : Steve C. Aaron
- Montage : Dennis Virkler (en)
- Production : Chris Briggs, Mike Fleiss et Lynette Howell Taylor
- Production déléguée : Mark Brooke, Douglas Curtis, Ryan Kavanaugh, Clint Kisker, Nick Meyer, Matthew H. Rowland, Marc Schaberg et Tucker Tooley
- Coproduction : Tawny Ellis et Kelly McCormick
- Sociétés de production : Incentive Filmed Entertainment, Next Films, Sierra Pictures et Silverwood Films
- Société de distribution : Rogue Pictures
- Budget : 28 millions de dollars[réf. nécessaire]
- Format : couleur - Dolby DTS
- Pays de production :  États-Unis
- Langue originale : anglais
- Genres : Horreur ; thriller
- Durée : 94 minutes
- Dates de sortie :
  - États-Unis : 2 septembre 2011
  - France : 21 septembre 2011
- Film interdit aux moins de 12 ans lors de sa sortie en salle en France.

## Distribution
- Sara Paxton (V. F. : Dorothée Pousséo ; V. Q. : Catherine Bonneau) : Sara Palski
- Dustin Milligan (V. F. : Axel Kiener ; V. Q. : Maxime Desjardins) : Nick LaDuca
- Chris Carmack (V. F. : Denis Laustriat ; V. Q. : Jean-François Beaupré) : Dennis Crim
- Katharine McPhee (V. F. : Véronique Volta ; V. Q . : Ariane-Li Simard-Côté) : Beth Mazza
- Chris Zylka (V. F. : Yoann Sover ; V. Q. : Frédéric Millaire-Zouvi) : Blake Hammond
- Alyssa Diaz (V. F. : Aurore Bonjour ; V. Q. : Laurence Dauphinais) : Maya Valdez
- Joel David Moore (V. F. : Vincent de Bouard ; V. Q. : Claude Gagnon) : Gordon Guthrie
- Sinqua Walls (V. F. : Jean-Baptiste Anoumon ; V. Q. : Frédérik Zacharek) : Malik Henry
- Donal Logue (V. F. : Xavier Fagnon ; V. Q. : Denis Gravereaux) : Shérif Greg Sabin
- Joshua Leonard (V. F. : Paul Borne ; V. Q. : Thiéry Dubé) : Red
- Damon Lipari (V. F. : Cédric Ingard) : Keith
- Jimmy Lee Jr. : Carl
- Christine Quinn : Jess
- Kelly Sry : Wonsuk
- Tyler Bryan : Kyle

 Source et légende : version française (VF) sur RS Doublage
 Source et légende : version québécoise (VQ) sur Doublage.qc.ca

## Production

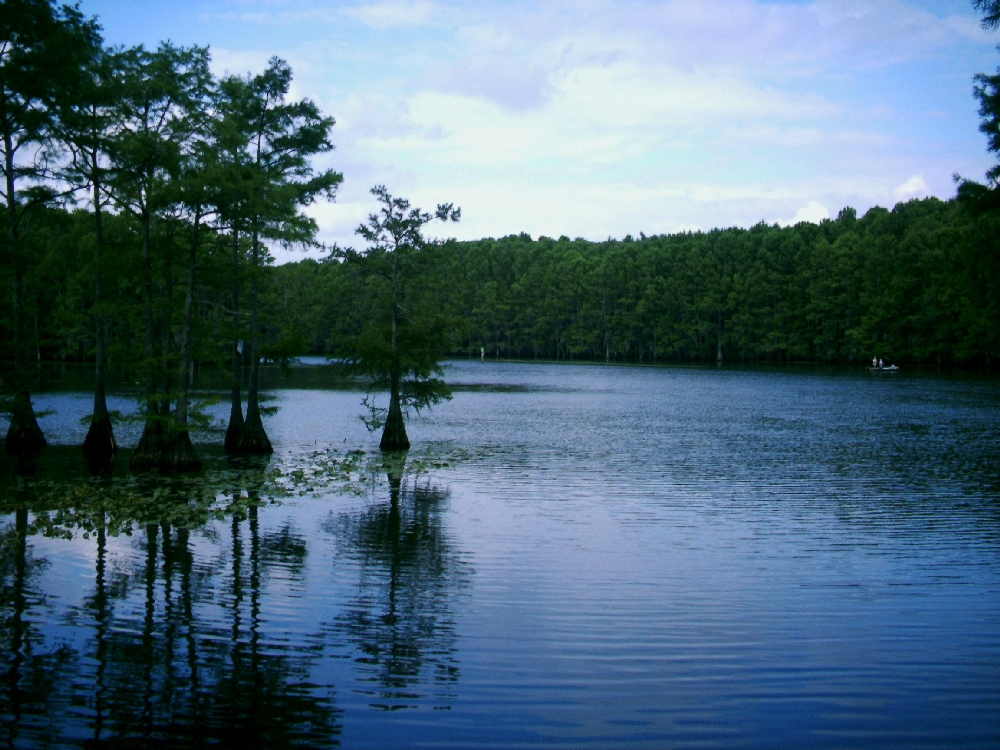
Le lac Caddo.

Le tournage a lieu, entre le 10 septembre et le 21 novembre 2010, aux studio Millennium à Shreveport et autour d'Ark-La-Tex (en), en Louisiane, ainsi qu'à Uncertain pour le lac Caddo, au Texas,.

## Accueil

### Sortie
Lors de sa sortie, le film s'intitule à l'origine Night 3D Shark, mais David R. Ellis déclare qu'il préfère que le titre soit Untitled 3D Shark Thriller, car selon lui : « Le titre dit tout ce que vous devez savoir : il y a des requins, c'est en 3D et c'est un thriller ». Toutefois, en mars 2011, Box Office Mojo indique que le titre redevenait Night 3D Shark.

### Critiques
Il recueille des critiques négatives de la presse spécialisée, qui lui reproche entre autres la faiblesse de son scénario, et les nombreux clichés qui en ressortent. Sur Rotten Tomatoes, il obtient une note de 17% et 3,3/10 de critiques positives, une note de 1,6/5 sur Allociné, et une note de 1 étoile / 4 sur Télé Loisirs.
- Télé Loisirs : « Une énième déclinaison des Dents de la mer qui se révèle sans saveur ».
- Mad Movies : « Les scènes d’action sont relativement méchantes, et le résultat se distingue en donnant une explication inattendue à la présence des prédateurs marins ».
- Les Cahiers du cinéma : « L'atmosphère crapoteuse des marais, où sévissent tour à tour des rednecks poilus et squales boulimiques, est une des vraies bonnes idées de ce sympathique nanar à placer entre Peur Bleue de Renny Harlin et Lake Placid de Steve Miner ».
- Studio Ciné Live : « Le seul mérite du film ? Être souvent drôle. Mais involontairement."
- Télérama : "David R. Ellis pique des idées de ça (Les Dents De La Mer), de là (Piranha 3d), sans en apporter une seule ».
- l'Express : « Le concept est plus capillotracté que jamais et accouche d’un banal film d’horreur ».
- Le Journal du dimanche : « Ce film de prédateur est dépourvu d’humour et de second degré. Dommage »[6].

### Box office
Shark 3D, sorti en salle le 2 septembre 2011 aux États-Unis, a réalisé lors de son week-end d'ouverture environ 8,64 millionsdollars de recette, selon le site américain Mojo[réf. nécessaire].
- Mondial : 40 136 479 $ US
- États-Unis : 18 877 153 $ US
- France : 191 685 entrées

## Autour du film
- Dans le film, Red rappelle qu'il existe plus de 350 espèces de requins ; les requins de ce film les plus facilement identifiables sont :
  - Le requin marteau (On l'aperçoit comme étant le requin qu'attire Malik pour venger Maya)
  - Le squalelet féroce (Un groupe de ces requins de trente centimètres tue Beth)
  - Le requin blanc (C'est le requin qui tue Blake et Dennis)
  - Le requin gris de récif (On le voit seulement quand il tue Gordon)
  - Le requin taureau (appelé par erreur "requin tigre" dans le film car en anglais le requin taureau se nomme Sand tiger shark)
- Plusieurs de ces requins tuent le shérif Sabin.
- La scène d'ouverture est un hommage au film Les Dents de la mer[7].
- David R. Ellis a déjà utilisé la technologie 3D pour le film |Destination finale 4, en 2009.
- David R. Ellis a déjà mis en scène des prédateurs des océans en 1999 dans Peur bleue.
- Malgré une affiche promotionnelle violente, le film n'a reçu aucune interdiction aux moins de 13 ans. Le réalisateur explique : "C'est ce que nous voulions depuis le début. Nous voulions faire un film d'horreur et nous en avions les moyens [...], mais nous n'avions pas besoin de tonnes de sang, de paires de seins ou d'insultes à tout va. Nous voulions faire un film que les plus jeunes puissent également apprécier. Je me souviens avoir vu Les Oiseaux quand j'étais petit ; il n'y a pas de sang, pas de seins, mais la peur est là."
- Il y a cinq différentes espèces de requins présentes dans le film.
- Afin d'assurer la promotion du film, l'équipe du film a mis en place une attraction au Comic-Con de San Diego. Les fans ont ainsi pu se prendre en photo aux côtés d'un requin animatronique de taille réelle[5].